# 1210.
1210. je drugo desetletje v 13. stoletju med letoma 1210 in 1219. 